# Posawie
Posawie (boś., chorw., serb., słoweń. Posavina) – kraina geograficzna w Bośni i Hercegowinie, Chorwacji, Serbii i Słowenii. Rozpościera się wzdłuż środkowego i dolnego biegu rzeki Sawa na długości ok. 400 km, zajmując powierzchnię 10 000 km².

## Geografia

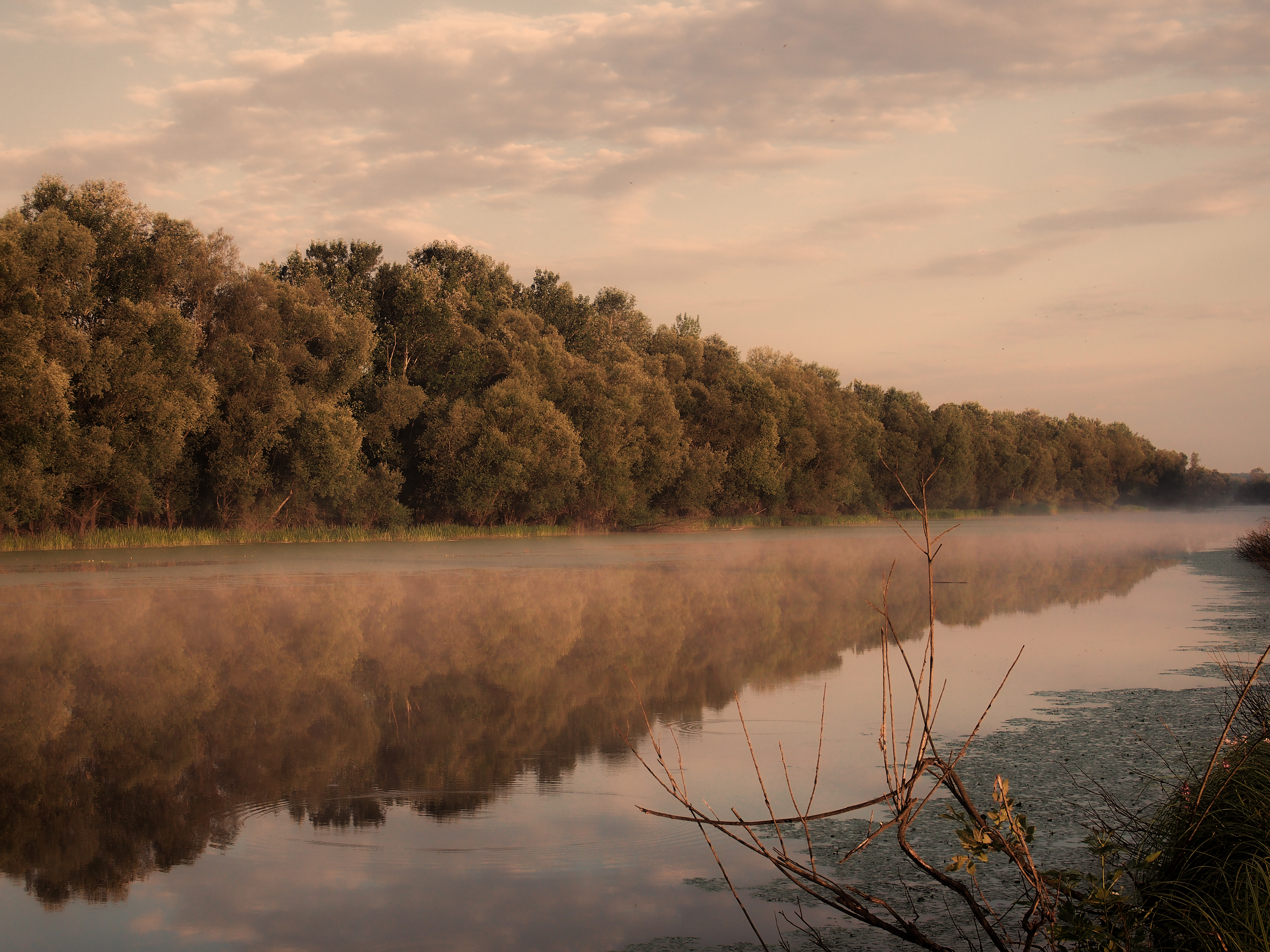
Lonjsko polje

Zachodnią granicę Posawia stanowi ujście Sutli do Sawy, a wschodnią ujście Sawy do Dunaju. Na północnym krańcu od Podrawia jest oddzielona wzniesieniami Bilogora, Ivanščica, Kalnik, Krndija, Maceljska Gora i Papuk. Od południa graniczy z górami północnych Bośni i Serbii. Dzieli się m.in. na chorwackie Turopolje i Lonjsko polje, bośniackie Lijevče-polje i Semberiję oraz serbską Mačvę. Wzdłuż Sawy i jej dopływów rozciągają się tereny nizinne. Teren ten narażony jest na częste powodzie i charakteryzuje się dużą wilgotnością. Powszechnie występują tu lasy dębowe.
Osadnictwo rozwinęło się przede wszystkim wzdłuż szlaków komunikacyjnych. Na wzgórzach górnego Posawia osady przeważnie są rozproszone. Główne miasta regionu – Zagrzeb, Sisak, Slavonski Brod, Brczko, Sremska Mitrovica i Šabac – położone są wzdłuż rzek. Główne szlaki komunikacyjne to rzeka Sawa, która jest żeglowna do Sisaka, kolej posawińska i autostrada A3 (Posavska autocesta).

## Historia

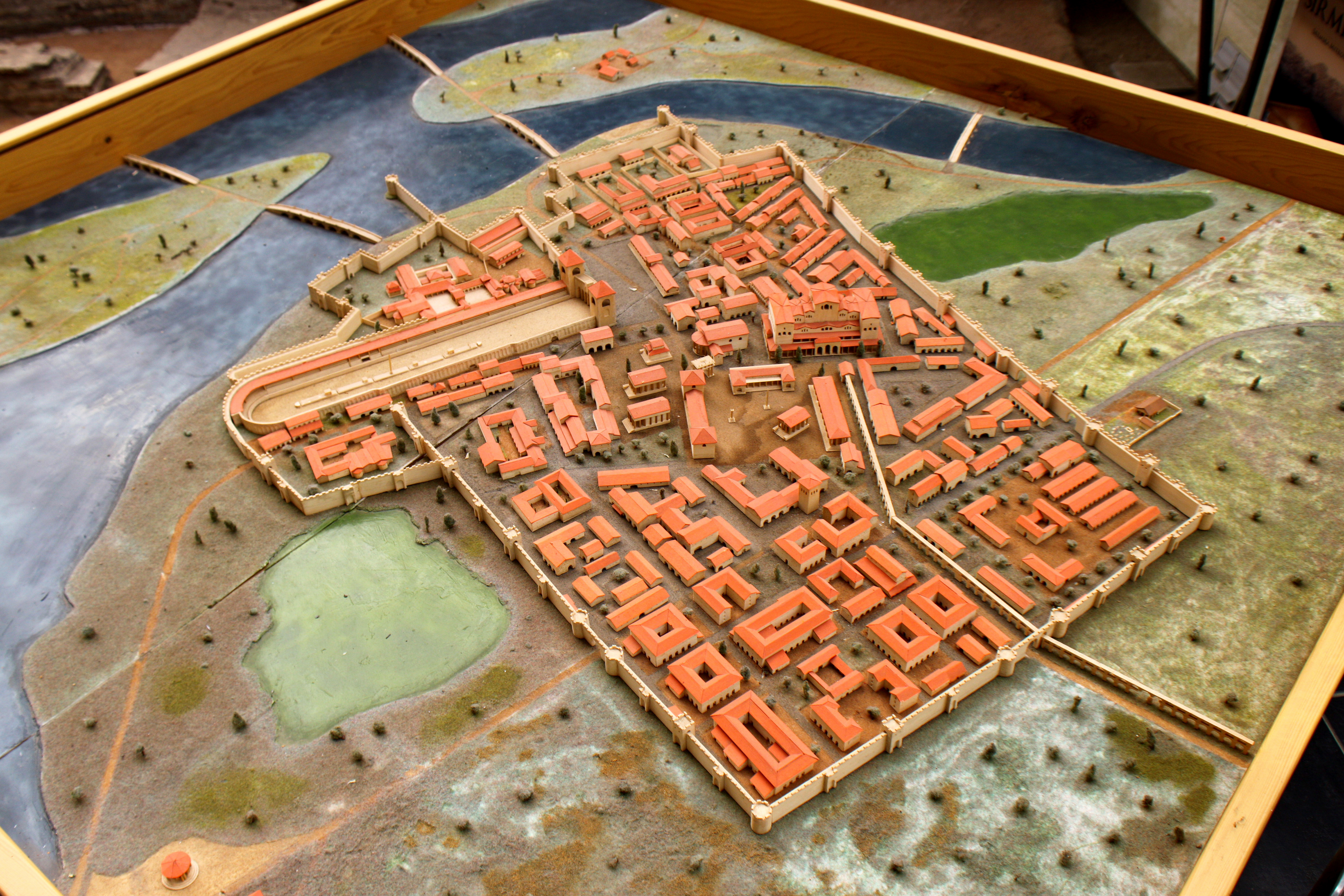
Makieta Sirmium

Najstarsze ślady osadnictwa odnaleziono w okolicach Zagrzebia i Novej Gradiški; najstarszych znalezisk archeologicznych dokonano natomiast niedaleko Slavonskiego Brodu.
Na terenie dzisiejszego Sisaka Celtowie wznieśli gród Segestica, a na terenie Slavonskiego Brodu gród Marsonia. W I wieku p.n.e. nastąpił podbój przez Rzymian i Posavina stała się częścią prowincji Panonia, a następnie została podzielona pomiędzy Górną i Dolną Panonię. W 297 roku nastąpił reforma administracyjna i Posawie znalazło się w granicach prowincji Pannonia Secunda i Pannonia Savia. Pomiędzy IV a VI wiekiem region był najeżdżany przez Gotów i Hunów. Zniszczeniu uległo miasto Sirmium. Następnie nastąpił napływ Longobardów, Awarów i Słowian.
Od IX wieku Posawie było zależne od Państwa frankijskiego. Książę dolnopanoński Ljudevit nieskutecznie próbował wybić się na niezależność. Następnie Posawie znalazło się w granicach Królestwa Chorwacji, które na początku XII wieku zawarło unię personalną z Królestwem Węgier. Od XIV wieku o Posawie z Królestwem Węgier konkurowała Bośnia. Po jej upadku, tereny na południe od Sawy znalazły się pod panowaniem osmańskim.
W latach 1530–1552 Imperium Osmańskie podbili slawońską (północną) część Posawia. Utracili ją na rzecz Austrii w wyniku V wojny austriacko-tureckiej w latach 1684–1699. Na mocy traktatu w Karłowicach (1699) Sawa od ujścia Uny do ujścia Bosutu stała się granicą habsbursko-osmańską. Zmiany przebiegu granicy miały miejsce w 1718 i 1739 roku.
W XVIII wieku wzrosło gospodarcze Sawy jako drogi wodnej. Nastąpił rozwój handlu, rzemiosła i osadnictwa. Pod koniec XIX wieku zbudowano kolej posawską, która połączyła Fiume z Zemunem na granicy z Królestwem Serbii.
W ramach Królestwa Jugosławii, po 1931 roku tereny Posawia stały się częścią banowiny sawskiej. Podczas II wojny światowej znalazły się w granicach Niepodległego Państwa Chorwackiego. W trakcie wojny w Chorwacji w latach 90. XX wieku północne Posawie było areną walk chorwacko-serbskich. W trakcie wojny mocno ucierpiało miasto Slavonski Brod. Zostało zdobyte przez siły chorwackie w 1995 roku i od tej pory jest częścią niepodległej Chorwacji.